# Schoenolirion albiflorum
Schoenolirion albiflorum là một loài thực vật có hoa trong họ Măng tây. Loài này được (Raf.) R.R.Gates miêu tả khoa học đầu tiên năm 1918.